# 2014년 축구
다음은 2014년 전세계에서 개최된 축구 대회이다.

## 대회

### 남자 국가대표
- 2013년 12월 25일 - 2014년 1월 7일: 2014년 WAFF 챔피언십
  -   카타르 (1번째 우승)
  -   요르단
  -   바레인
  - 4위  쿠웨이트
- 1월 11일 - 2월 1일: 2014년 아프리카 네이션스 챔피언십
  -   리비아 (1번째 우승)
  -   가나
  -   나이지리아
  - 4위  짐바브웨
- 5월 29일 - 5월 31일: 라트비아에서 개최되는 2014년 발틱컵
  -   라트비아 (13번째 우승)
  -   리투아니아
  -   핀란드
  - 4위:  에스토니아
- 5월 19일 - 5월 30일: 몰디브에서 개최되는 2014년 AFC 챌린지컵.
  -   팔레스타인 (1번째 우승)
  -   필리핀
  -   몰디브
  - 4위:  아프가니스탄
- 6월 12일 - 7월 13일: 브라질에서 64년 만에 두 번째로 개최되는 2014년 FIFA 월드컵
  -   독일 (4번째 우승)
  -   아르헨티나
  -   스페인
  - 4위:  브라질

### 청소년
- 2014년 1월 11일 - 26일: 2013년 AFC U-22 챔피언십
  -   이라크 (1번째 우승)
  -   사우디아라비아
  -   요르단
  - 4위  대한민국
- 5월 7일 - 21일: 몰타에서 열리는 UEFA 17세 이하 챔피언십
  -   잉글랜드 (2번째 우승)
  -   네덜란드
- 7월 19일 - 31일: 헝가리에서 열리는 UEFA 19세 이하 챔피언십
  -   독일 (3번째 우승)
  -   포르투갈

### 여자 국가대표
- 3월 15일 - 4월 5일: 코스타리카에서 개최되는 2014년 FIFA U-17 여자 월드컵
  -   일본 (1번째 우승)
  -   스페인
  -   이탈리아
  - 4위:  베네수엘라
- 8월 5일 - 24일: 캐나다에서 개최되는 2014년 FIFA U-20 여자 월드컵
  -   독일 (3번째 우승)
  -   나이지리아
  -   프랑스
  - 4위:  조선민주주의인민공화국

## 대륙 클럽 챔피언

### 남자
| 지역                                      | 대회                          | 우승팀              | 우승횟수 | 최근 우승 |
| ----------------------------------------- | ----------------------------- | ------------------- | -------- | --------- |
| AFC (아시아)                              | AFC 챔피언스리그 2014         |                     |          |           |
| AFC (아시아)                              | AFC컵 2014                    | 알카디시야 쿠웨이트 | 1번째    | —         |
| AFC (아시아)                              | AFC 프레지던트컵 2014         | HTTU 아시가바트     | 1번째    | —         |
| CAF (아프리카)                            | CAF 챔피언스리그 2014         |                     |          |           |
| CAF (아프리카)                            | CAF 컨페더레이션컵 2014       |                     |          |           |
| CAF (아프리카)                            | CAF 슈퍼컵 2014               |                     |          |           |
| CONCACAF (북, 중앙 아메리카, 카리브 제도) | CONCACAF 챔피언스리그 2013-14 |                     |          |           |
| CONCACAF (북, 중앙 아메리카, 카리브 제도) | 카리브 클럽 챔피언십 2014     |                     |          |           |
| CONMEBOL (남아메리카)                     | 코파 리베르타도레스 2014      |                     |          |           |
| CONMEBOL (남아메리카)                     | 코파 수다메리카나 2014        |                     |          |           |
| CONMEBOL (남아메리카)                     | 레코파 수다메리카나 2014      |                     |          |           |
| OFC (오세아니아)                          | OFC 챔피언스리그 2013-14      |                     |          |           |
| UEFA (유럽)                               | UEFA 챔피언스리그 2013-14     |                     |          |           |
| UEFA (유럽)                               | UEFA 유로파리그 2013-14       |                     |          |           |
| UEFA (유럽)                               | UEFA 슈퍼컵 2014              |                     |          |           |
| UAFA (아랍)                               | UAFA 클럽컵 2013-14           |                     |          |           |
| UAFA (아랍)                               | GCC 챔피언스리그 2013-14      |                     |          |           |
| FIFA (전세계)                             | FIFA 클럽 월드컵 2014         |                     |          |           |

## 자국 컵

### UEFA 국가
| 국가             | 대회                 | 우승팀        | 우승횟수 | 최근 우승 |
| ---------------- | -------------------- | ------------- | -------- | --------- |
| 잉글랜드/ 웨일스 | 풋볼 리그 컵 2013-14 | 맨체스터 시티 | 3        | 1975-76   |

## 사망
- 1월 5일: 포르투갈 국가대표 축구 선수 에우제비우 (1942년생)
- 2월 1일: 스페인 국가대표 축구 선수, 감독 루이스 아라고네스 (1938년생)